# Мехерин (река)
Мехерин е 148 km дълга река в САЩ, която тече в щатите  Вирджиния и Северна Каролина. Тя извира в централна Вирджиния, на около 80 km северозападно от Эмпория. След това тече на изток-югоизток и навлиза в Северна Каролина, където се влива в река Чоуан.
На реката има изграден малък язовир в Емпория. През по-голямата си част реката е тясна и неподходяща за търговски трафик. Тя се разширява достатъчно между Мърфисбъро и Чоуан в Северна Каролина. До Американската гражданска война този участък на реката е важен търговски маршрут в североизточната част на Северна Каролина.
Реката е кръстена по името на индианското племемехерин, което е живяло по бреговете и.